# Bąków (powiat kluczborski)
Bąków (niem. Bankau) – wieś w Polsce położona w województwie opolskim, w powiecie kluczborskim, w gminie Kluczbork. Wieś leży nad rzeką Stobrawą.
W latach 1975–1998 miejscowość należała administracyjnie do województwa opolskiego.

## Rys historyczny i stan obecny
Pierwsza zachowana informacja źródłowa o Bąkowie pochodzi już z 1258 r. W średniowieczu właścicielami wioski była znana rodzina von Frankenberg. W pierwszej połowie XVI w. dobra należały do rodziny von Stertz. W czasach późniejszych właścicielami majątku były między innymi rodziny von Seydlitz i von Salisch. W 1792 r. inkolta śląski uzyskał hrabia Ernest Filip Elżbieta von Bethusy-Huc z Saksonii, małżonek Anny Eleonory Amalii (1763–1836), córki Fryderyka Wilhelma von Posadowski, która wniosła mu w posagu Bąków. Następnie hrabia Ernest zakupił od Franciszka von Gaschin kolejne majątki w powiecie oleskim i kluczborskim (miasto Olesno, wioski: Wojciechów, Maciejów, Paruszowice i Dobiercice). W 1799 r. uczynił z Bąkowa główną rezydencję swej rodziny. W rękach jego potomków majątek pozostał do 1943 r. Jeden z przedstawicieli rodu, Eugeniusz hrabia von Bethusy-Huc (1842–1926) w 1869 r. w Oleśnie ożenił się z Valeską von Reiswitz z Wędryni, znaną pisarką śląską. Jego krewniak hrabia Edward Jerzy, został w 1880 r. landratem powiatu kluczborskiego i przyczynił się do powstania linii kolejowej z Kluczborka do Tarnowskich Gór. W 1902 r. Henryk von Bethusy-Huc z Bąkowa poślubił Astrid von Moltke, córkę adiutanta cesarza Helmuta Jana Ludwika ze znanego rodu niemieckich wojskowych.
Od 1774 r. wieś posiadał pieczęc gminną, na której wizerunku przedstawiono drzewo iglaste wyrastające z murawy.
Obecna nazwa została administracyjnie zatwierdzona 12 listopada 1946.
17 października 1984 roku doszło tu do katastrofy kolejowej, w wyniku której zginęły 4 osoby, a 60 zostało rannych.
We wsi znajduje się jedna szkoła, przedszkole, OSP Bąków, stacja kolejowa i dom kultury.

## Zabytki
Do wojewódzkiego rejestru zabytków wpisane są:
- kościół par. pw. Wniebowzięcia Najświętszej Maryi Panny, drewniany, wybudowany na przełomie XIV/XV wieku, XVIII w. Ołtarz tego kościoła jest najstarszy na całym Śląsku. Jest jedynym prereformacyjnym kościołem na terenie gminy Kluczbork, w której znajduje się obecnie 16 drewnianych kościołów,
- plebania z 1845 r.,
- mogiła braci Augusta i Emila Bassy, na cmentarzu katolickim,
- zespół pałacowy z poł. XIX w.:
  - Pałac w Bąkowie, neoklasycystyczny wzniesiony około 1855 r. nawiązujący do architektury tzw. willi włoskiej i projektów Carla F. Schinkla. Przebudowany w czasach późniejszych z zatarciem części cech stylowych. Wzniesiony z cegły, otynkowany. Składa się z korpusu i dwóch węższych skrzydeł. Skrzydła i korpus zbudowane na planie prostokątów, dwukondygnacjowe, nad częścią centralną dach naczółkowy z powiekami, nad skrzydłami bocznymi dachy siodłowe z nowszymi lukarnami. Fasada (elewacja północna) dwudziestotrzyosiowa, korpus dziewięcioosiowy, z centralnym pozornym ryzalitem, zwieńczonym trójkątnym frontonem i poprzedzonym portykiem filarowym podtrzymującym taras. We frontonie herb Ernesta Filipa von Bethusy-Huc[9]. W elewacji ogrodowej, w części środkowej, trójboczny ryzalit i taras. Na osiach skrzydeł bocznych wejścia, ponad nimi spłaszczone trójkątne przyczółki. Elewacje korpusu ozdobione boniowaniem, oknami w prostokątnych obramieniach oraz wydatnymi gzymsami. Reszta budynku ze znacznie uproszczonymi elewacjami[5]. Po drugiej wojnie światowej majątek upaństwowiono, a pałac przekształcono w wielorodzinny budynek mieszkalny. Zabytek obecnie w dalszym ciągu pełni tę funkcję, dlatego można go zwiedzać tylko z zewnątrz. Dawną rezydencję otacza zaniedbany park krajobrazowy, w pobliżu zachowane zabudowania folwarczne.
  - park.

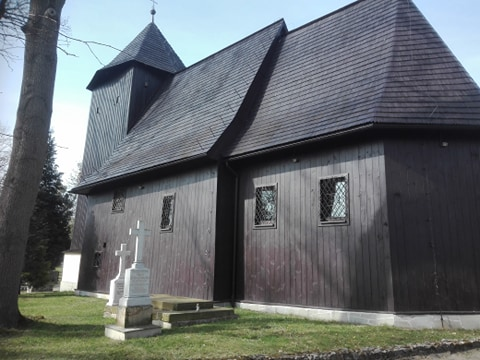
Kościół Wniebowzięcia NMP
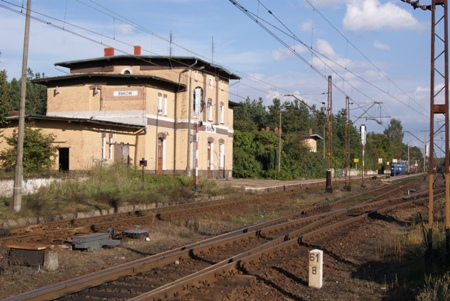
Stacja kolejowa
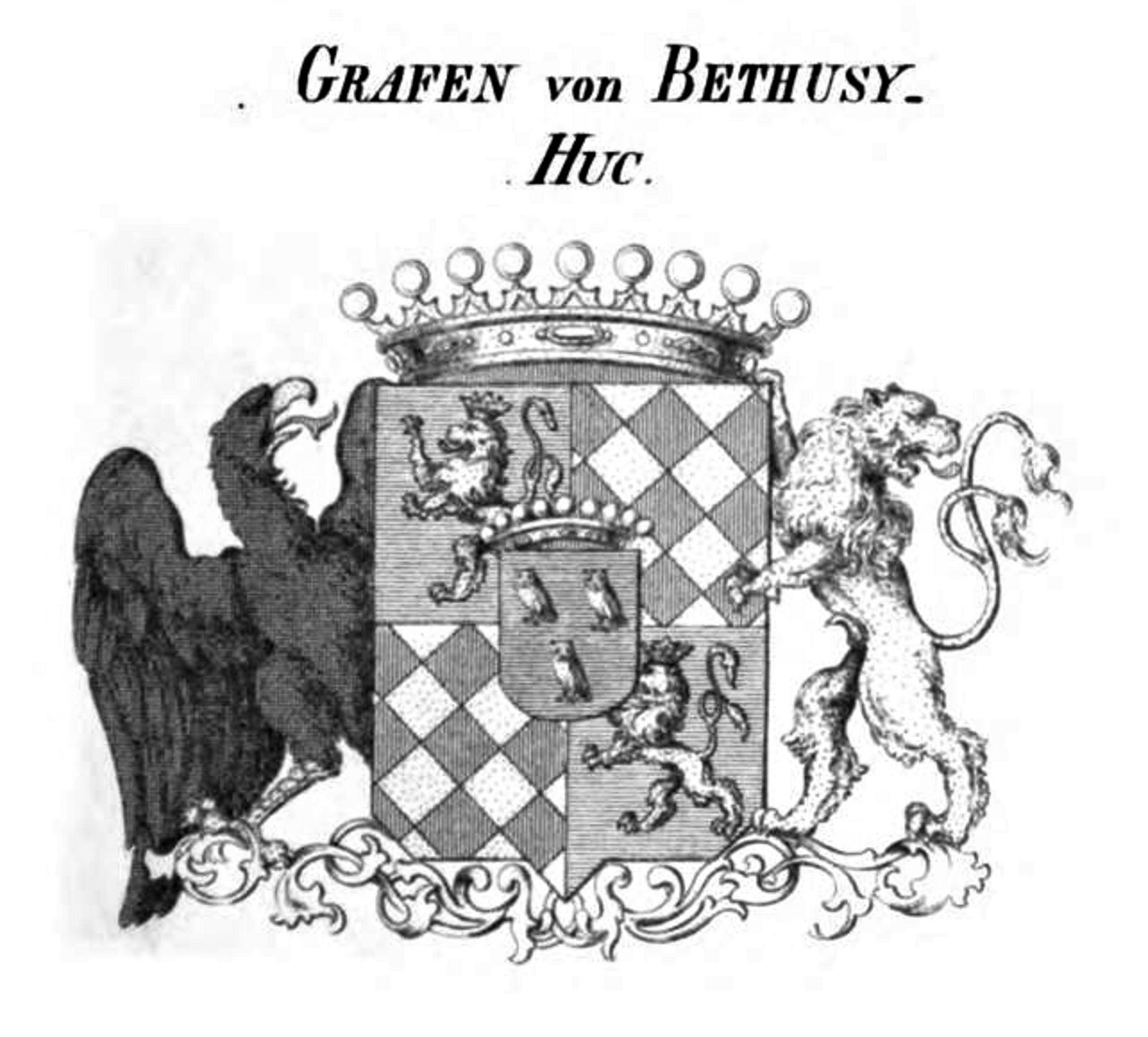
Herb rodziny Bethusy-Huc na pałacu

## Sport
W 1947 we wsi został założony klub piłkarski LZS Bąków.